# Rihards Kotāns
Rihards Kotāns (* 10. März 1956 in Līvāni, Lettische SSR, Sowjetunion; † 20. März 2010) war ein sowjetischer Bobsportler.
Kotāns begann seine sportliche Karriere als Leichtathlet. 1977 und 1978 wurde er Meister der Lettischen SSR im Zehnkampf sowie 1980 im Hallen-Siebenkampf. 1981 wechselte er zum Bobsport. Zwischen 1981 und 1984 nahm Kotāns an vier Bob-Europameisterschaften teil. Sein bestes Ergebnis im Zweierbob war Rang 13 1982 und im Viererbob der 11. Platz 1982 und 1984. 1982 trat er ebenfalls bei der Weltmeisterschaft an und wurde dort im Viererbob 13. Seine einzigen Olympischen Winterspiele erlebte Kotāns 1984 in Sarajevo. Dort startete er im Viererbob und wurde mit seinen Teamkollegen Wladimir Alexandrow, Zintis Ekmanis und Jānis Skrastiņš Zwölfter.
Nach dem Ende seiner aktiven Karriere arbeitete Kotāns als Bob- und Skeleton-Trainer in Sigulda und war 1994, 1998, 2002, 2010 für das lettische olympische Bob- und Skeletonteam verantwortlich.